# Jan Scheinost

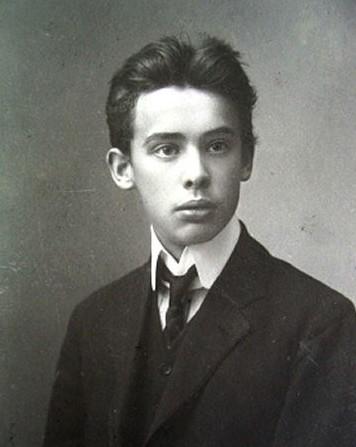
Jan Scheinost

Jan Scheinost (* 23. Februar 1896 in Sušice, Österreich-Ungarn; † 22. Mai 1964 in Tuchoměřice,  Okres Praha-západ) war ein tschechoslowakischer römisch-katholischer Publizist und Journalist.

## Leben
Jan Scheinost war ein Enkel von Adalbert Scheinost, einem der Gründer der Zündholzfabrik SOLO. Nach dem Studium der Philosophie und Geschichte an der Karls-Universität Prag war Scheinost in den Jahren 1919 bis 1922 Lehrer am Gymnasium in Sušice (Schüttenhofen) im Böhmerwald. Er gründete einen katholischen Fachverlag, der Druckschriften für die deutschen und tschechischen Pilger aus Südwestböhmen veröffentlichte, die in Strašín die Wallfahrtskirche zu den heiligen Schutzengeln und der Felsenmuttergottes, wenige Kilometer von Schüttenhofen entfernt, aufsuchten.
In den Jahren 1923 bis 1927 gaben Scheinost und der Schriftsteller und Arzt Jaroslav Durych (1886 bis 1962) die Zeitschrift „Rozmach“ (Aufschwung) heraus. In den Jahren 1928 bis 1929, als Generalsekretär der Nationalen Faschistischen Gesellschaft in Böhmen in Prag, war Scheinost in Verbindung zu Radola Gajda (Rudolf Geidl) Herausgeber von Zeitschriften, Redakteur und Chefredakteur tschechischer Tageszeitungen. Er schrieb unter dem Pseudonym Babička. Scheinost wurde 1930 Mitglied der tschechischen Volkspartei in der Tschechoslowakischen Republik, welche bis 1939 bestand.
Nach der deutschen Besetzung Tschechiens wurde Scheinost im Protektorat Böhmen und Mähren Chefredakteur der Zeitung Národní politika (Nationale Politik). Bis 1942 war er Ausschussmitglied der Partei „Národní souručenství“ (Nationale Gemeinschaft). Wegen seiner prodeutschen, Versöhnung anstrebenden Einstellung wurde er nach 1945 von tschechischen Behörden inhaftiert und verbrachte in Prag mit Unterbrechungen zehn Jahre in Haft.
Werke waren u. a.
- Kulturní politika v obcích (Die Kulturpolitik in den Gemeinden), 1923

## Auszeichnungen
- Ehrenorden Pro Ecclesia et Pontifice (Für Kirche und Papst).
- Silvesterorden